# Luis Felipe Saidén Ojeda
Luis Felipe Saidén Ojeda (Mérida, Yucatán; 19 de enero de 1955) es un servidor público y piloto aviador mexicano quien actualmente ejerce el cargo de secretario de seguridad pública del estado de Yucatán.

## Trayectoria pública

### Seguridad pública
En 1995 fue nombrado titular de la entonces Secretaría de Protección y Vialidad por el gobernador de Yucatán Victor Cervera Pacheco, para el período 1995 - 2001. Posteriormente, en el período 2002-2003 fungió como director general de Seguridad Pública, Tránsito y Bomberos de la Policía Municipal de Benito Juárez, en el estado de Quintana Roo. 
Desde 2007 es secretario de Seguridad Pública en el estado de Yucatán, siendo nombrado inicialmente en su cargo por la gobernadora Ivonne Ortega Pacheco para el período 2007 - 2012, cargo al cual ha sido ratificado por los gobernadores Rolando Zapata Bello (2012-2018), Mauricio Vila Dosal (2018-2024) y Joaquín Díaz Mena (2024-2030).